# باي بوريه
باي بوريه (15 فبراير 1840-24 أغسطس 1908) كان حاكم سيراليوني واستراتيجي عسكري وعالم دين مسلم، قاد انتفاضة شعب تيمني ولوكو ضد الحكم البريطاني في عام 1898 في شمال سيراليون.

## النشأة وحكمهُ قبل الثورة
ولد باي بوريه عام 1840 في قرية كاسيه بالقرب من بورت لوكو في شمال سيراليون. كان والد بوريه عالم دين مسلم وزعيمًا مهمًا في حرب اللوكو، وكانت والدته تاجرة تيمنية من ماكيني. كان بوريه نفسه مسلمًا متدينًا صوفيًا من المذهب السني. ومتمسك أيضًا بتقاليده وقيمه الأفريقية القوية.
عندما كان بوريه شابًا أرسله والده إلى قرية غبينديمبو الصغيرة في شمال سيراليون ، حيث تدرب على القتال ليصبح محاربًا. أثناء تدريبه في القرية، أظهر براعة هائله في القتال وحصل على لقب كبلاي (Kebalai) الذي يُترجم على أنه «الشخص الذي لا يمل من الحرب» (جَسُوْرٌ). عندما عاد كبلاي إلى قريته، توج حاكمًا على كاسيه.
خلال ستينيات وسبعينيات القرن التاسع عشر، أصبح بوريه المحارب الأول لبورت لوكو وكامل شمال سيراليون. لقد حارب بنجاح وانتصر في الحروب ضد القرويين الآخرين وزعماء القبائل الذين كانوا ضد خطته لتأسيس نهج إسلامي أصيل وصحيح في جميع أنحاء شمال سيراليون. في عام 1882، حارب بوريه شعب سوسو من غينيا الفرنسية (غينيا الآن) الذين غزوا كامبيا، وهي بلدة في شمال سيراليون. استطاع مقاتلو باي بوريه هزيمة السوسو، ودفعوهم إلى غينيا الفرنسية وأعادوا الأرض إلى شعب كامبيا المحلي. بعد فوزه بعدة حروب كبرى، شاع صيته وشعبيته. شعر سكان الشمال أنهم وجدوا محاربًا سيدافع عن أرضهم. في عام 1886، توج باي بوريه رئيسًا لشمال سيراليون.